# 水源涵養
「水源涵養」(英文：water conservation)包含一切長久管理自然水資源、保護淡水和確保有足夠的水資源來進行人類活動的政策、方法、策略和行動。
人口、居住形式、和許多因素都會影響水資源被利用的方式。一些因素，如氣候變遷，已經對自然水資源造成影響，其中又以工業和農業的承受較大壓力。許多國家已經成功執行水源涵養的相關政策。
水源涵養的目標包含：
- 確保未來世代有足夠的水資源

水源涵養林是透過種植森林，用森林生態系的生態系服務進行水源涵養。